# Aljuba
La aljuba és una peça de vestir d'origen morisc, derivada de yubba, que significa túnica. Documentada des del 943 com «algupa», era una peça cenyida al tors i ampla des de la cintura, amb mànigues que s'estrenyien fins al canell. Adoptada pels cristians com a peça exterior, s'elaborava amb teixits rics i adorns. A finals del segle xiii es va confondre amb la «cota», diferenciant-se només per les mànigues i la riquesa dels teixits. Al segle xv, aljuba designava tant una peça vistosa d'estil morisc com una peça folgada utilitzada en el joc de canyes.